# Hemerocallis taeanensis
Hemerocallis taeanensis är en grästrädsväxtart som beskrevs av S.S.Kang och M.G.Chung. Hemerocallis taeanensis ingår i släktet dagliljor, och familjen grästrädsväxter. Inga underarter finns listade i Catalogue of Life.